# Hängende Kirche

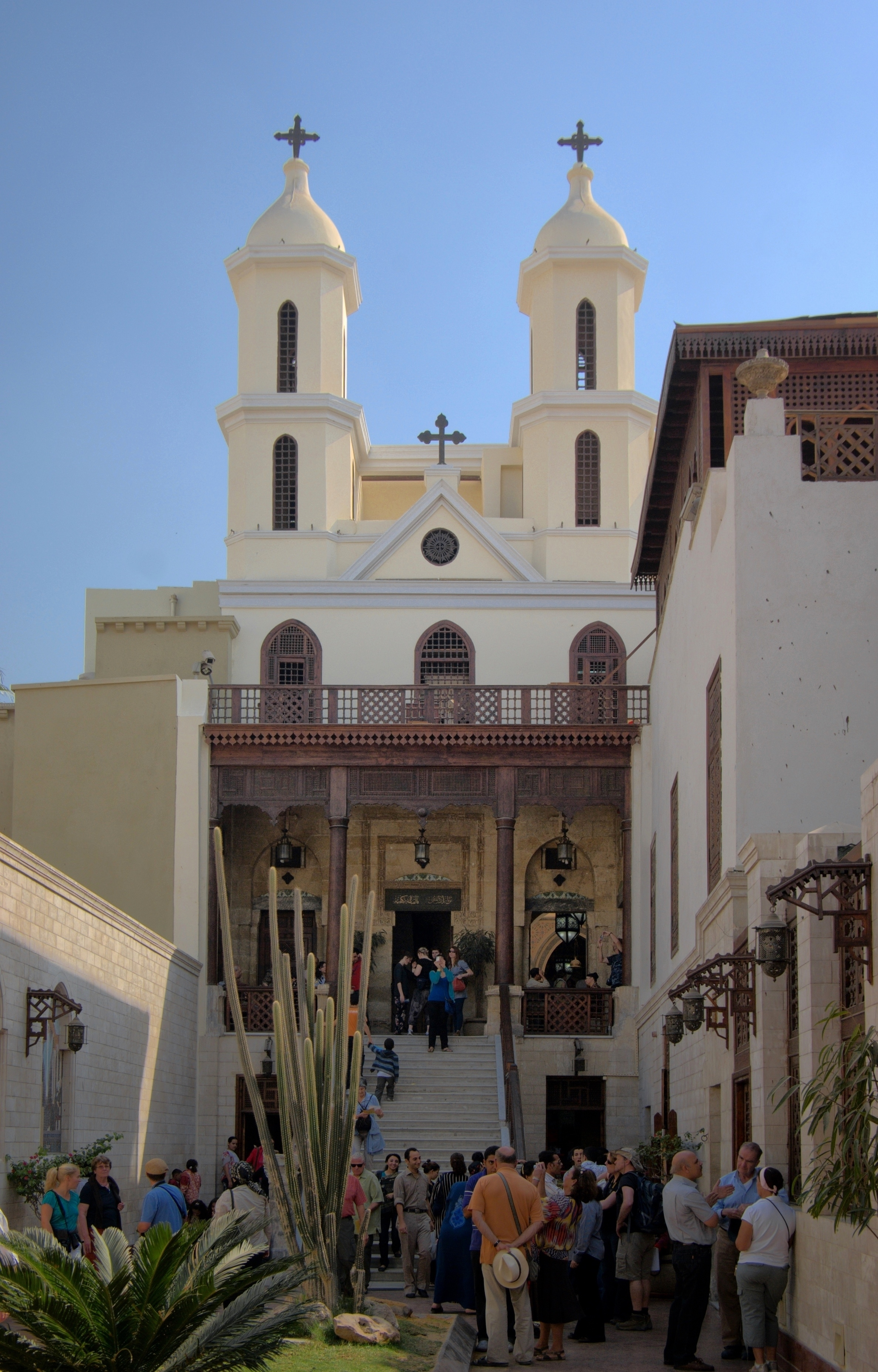
Hängende Kirche in Alt-Kairo

Die Koptisch-Orthodoxe Kirche der Heiligen Jungfrau Maria oder Hängende Kirche (koptisch ϯⲉⲕⲕⲗⲏⲥⲓⲁ ⲛ̀ⲧⲉⲑⲉⲟⲇⲟⲕⲟⲥ ϯⲁⲅⲓⲁ ⲙⲁⲣⲓⲁ ϧⲉⲛ ⲃⲁⲃⲩⲗⲟⲛ ⲛ̀ⲭⲏⲙⲓ, arabisch الكنيسه المعلقه al-Kanīsa al-Muʿallaqa, koptisch ϯⲉⲕⲕⲗⲏⲥⲓⲁ ⲉⲥⲓϣⲓ) ist eine der ältesten Kirchen Ägyptens; die Geschichte einer Kirche an dieser Stätte datiert auf das 3. Jahrhundert zurück.

Die Hängende Kirche ist nach ihrem Ort über einem Torhaus der Festung Babylon, der römischen Zitadelle in Alt-Kairo, benannt; ihr Kirchenschiff befindet sich über einem Durchgang. Um die Kirche zu erreichen, müssen 29 Stufen erstiegen werden. Frühe Reisende nach Kairo nannten sie die „Treppen-Kirche“.
Vom 11. bis ins 13. Jahrhundert war die Kirche Sitz des koptischen Patriarchen von Alexandria.
In der Hängenden Kirche finden sich 110 Ikonen, die älteste datiert auf das 8. Jahrhundert zurück, aber die meisten von ihnen stammen aus dem 18. Jahrhundert. Nachla al-Baraty Bey gab einige von ihnen 1898 als Geschenke, als er der Aufseher der Kirche war. Die Ikonostase besteht aus Ebenholz, in das Elfenbein eingearbeitet ist, und wird von Ikonen der Jungfrau Maria und den Zwölf Aposteln überzogen. Das Bild des Hauptaltars (ägyptisch-arabisch heikal) besteht aus Ebenholzintarsien mit Elfenbein, welches in Segmente geschnitzt ist, die verschiedene Varianten des koptischen Kreuzes zeigen; diese stammen aus den 12. oder 13. Jahrhundert. Über dem Altar liegt eine lange Reihe sieben großer Ikonen. Die in der Mitte stellt Jesus Christus sitzend auf dem Thron dar. Auf einer Seite sind die Ikonen der Jungfrau Maria, des Erzengels Gabriel und des Hl. Petrus aufgereiht, auf der anderen Seite die Ikonen des Hl. Johannes des Täufers, des Erzengels Michael und des Hl. Paulus.

## Galerie

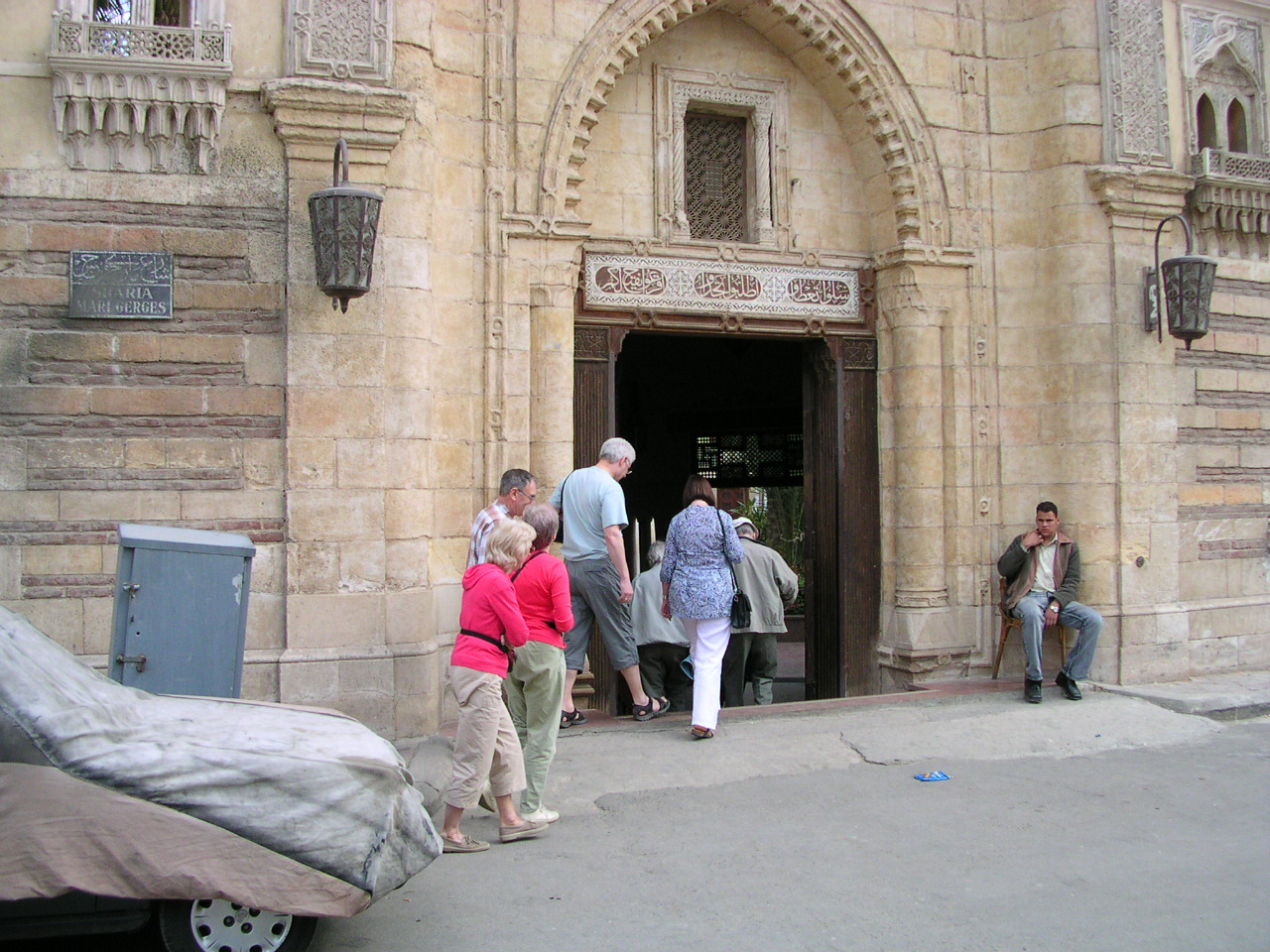
Eingang zum Vorhof an der Straße
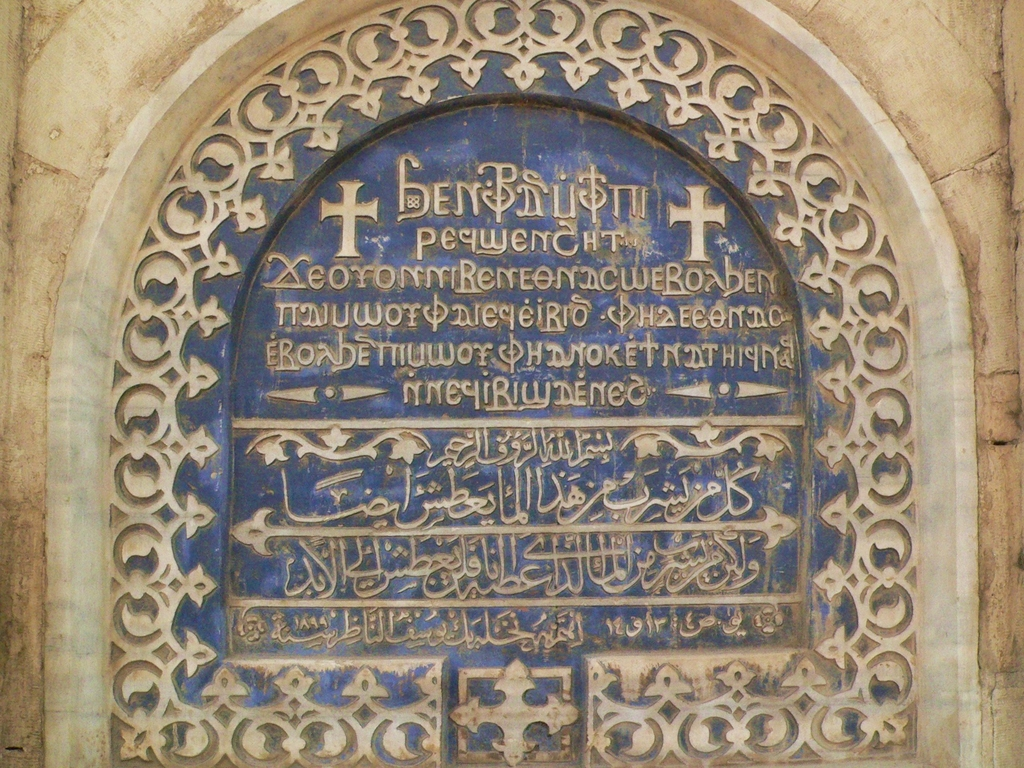
Inschrift links vom Eingang (Schule)
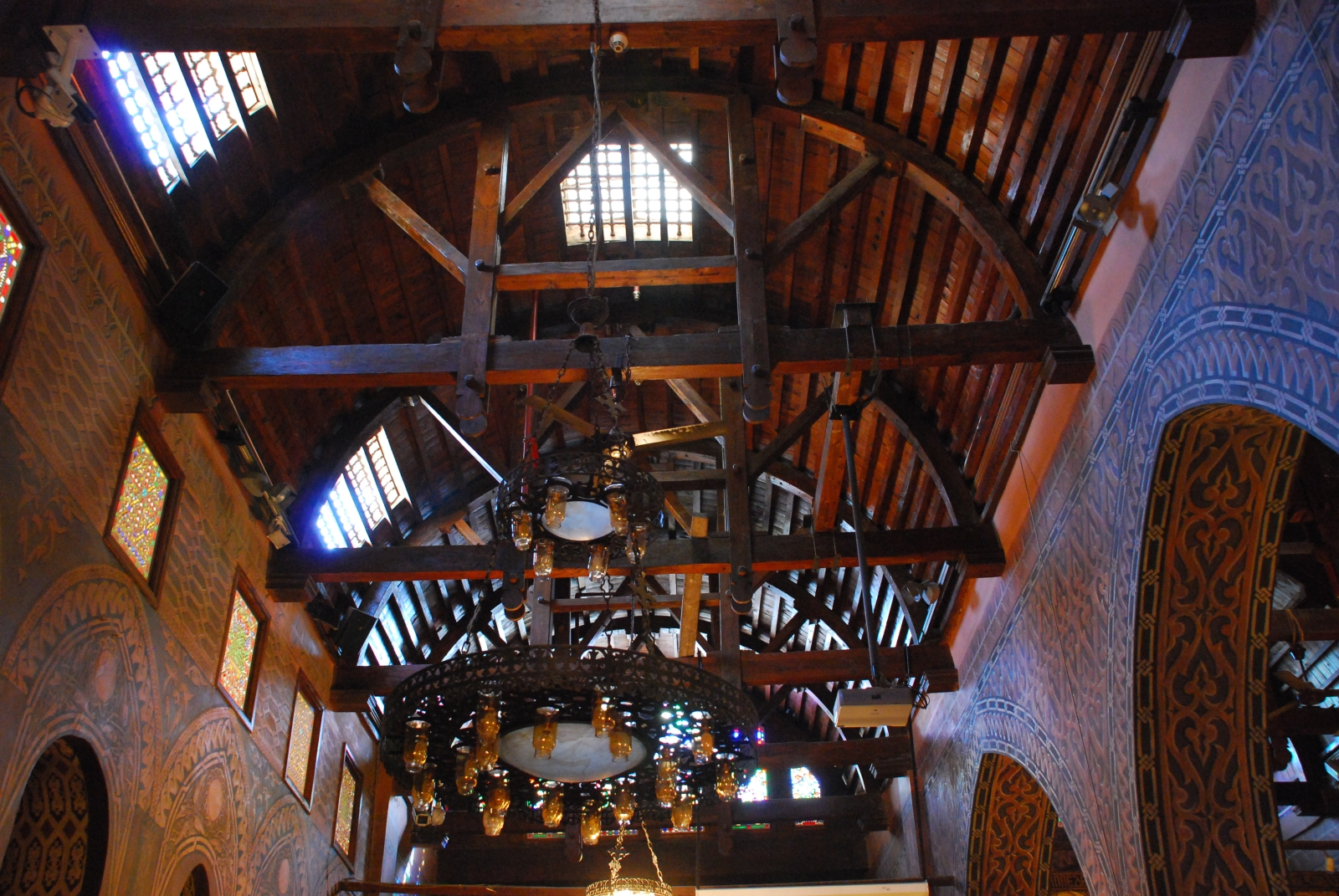
Tonnendach des Mittelschiffs
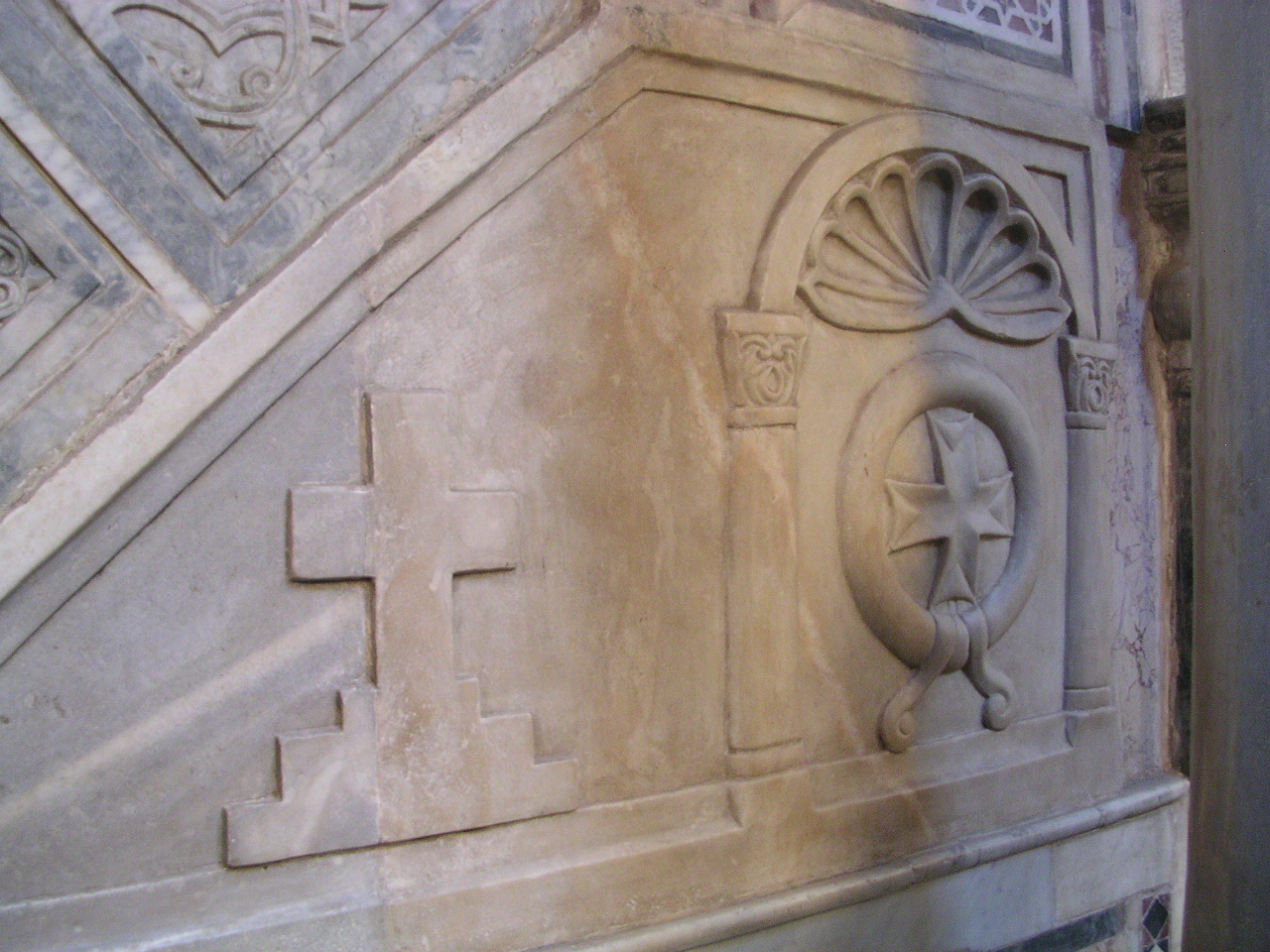
Detail der Kanzel
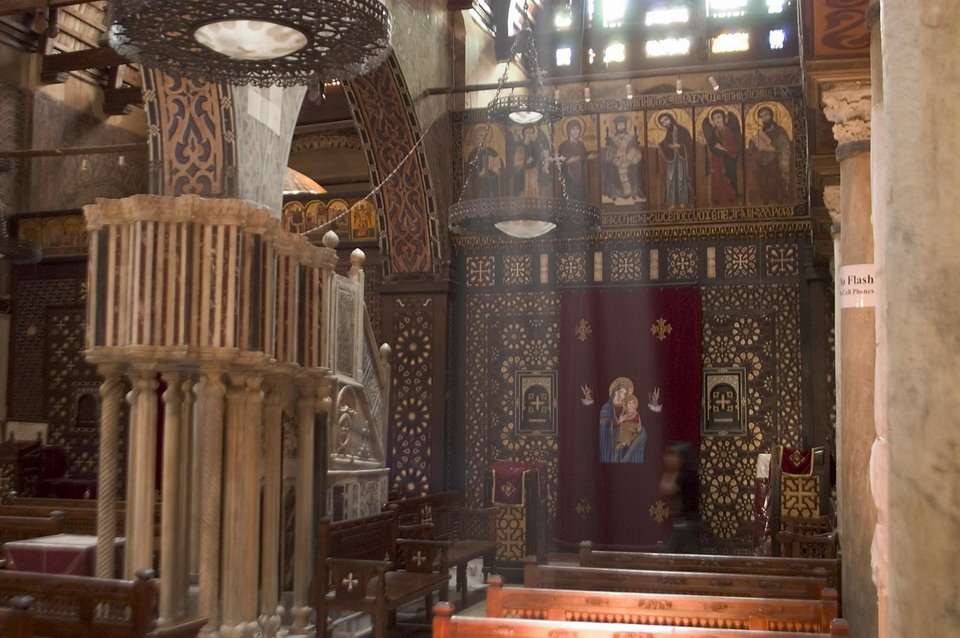
Kirchenraum mit Kanzel (links) und Ikonostase (rechts)
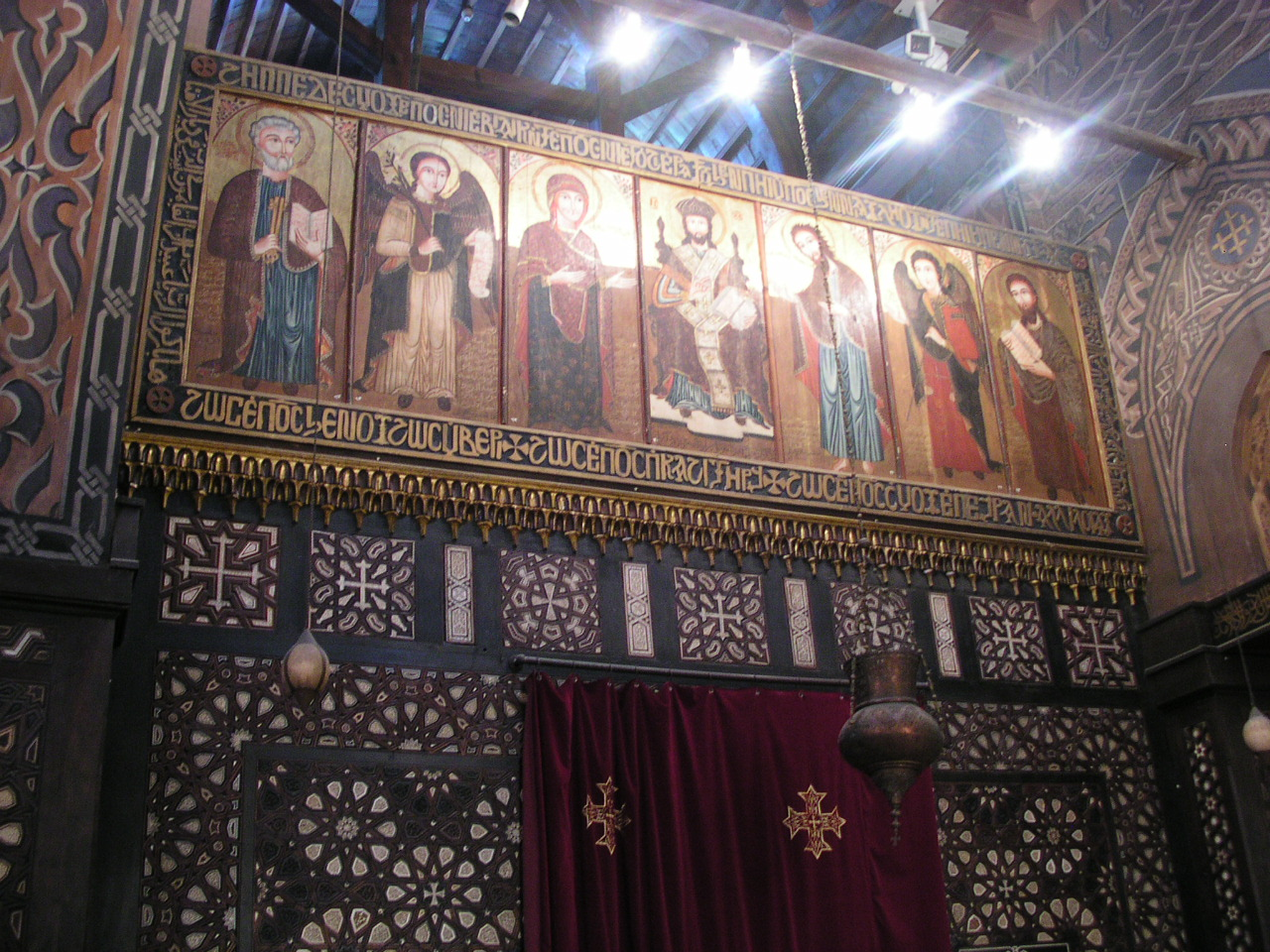
Ikonostase
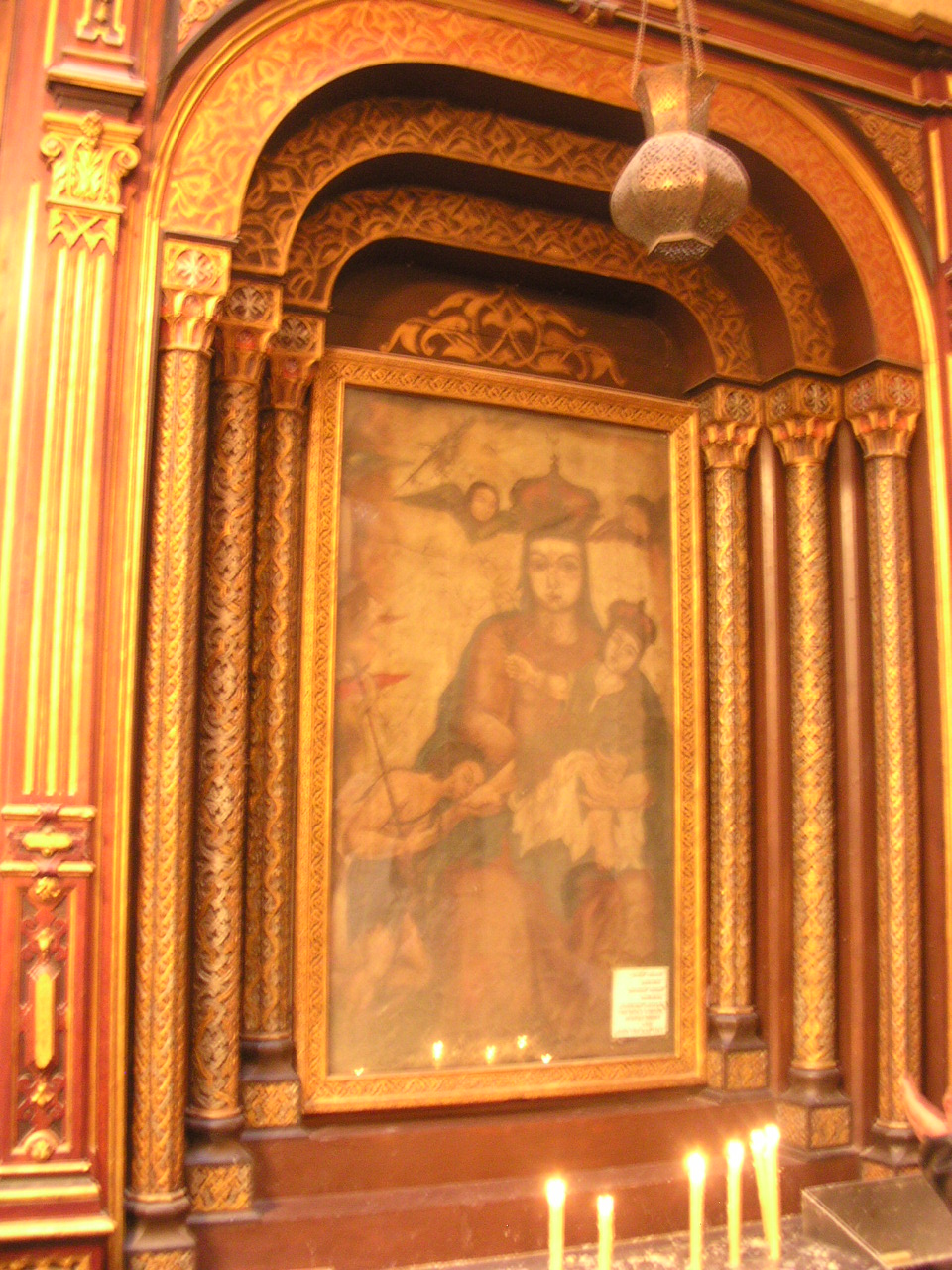
Eine hochverehrte Ikone
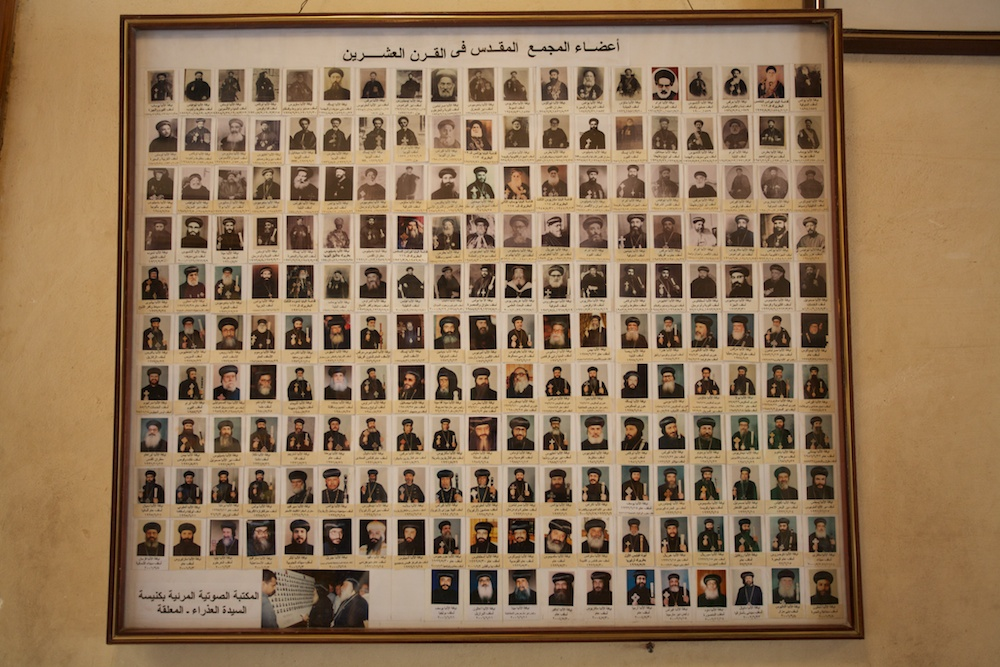
Die koptisch-orthodoxen Bischöfe der Heiligen Synode